# Clásicos (el pecado original)
Clásicos (el pecado original) es él es el álbum número doce del grupo folklorista Los Nocheros. En él se compilan canciones clásicas del folclore argentino de autores como Atahualpa Yupanqui, Ariel Ramírez, Horacio Guarani, Oscar Valles y León Gieco, entre otros. Clásicos incluye 10 canciones grabadas en los Estudios Ion de Buenos Aires por veinte músicos, y entre los invitados aparecen artistas como Luis Salinas, Chango Spasiuk, Jaime Torres y su hijo Juan Cruz, como invitados.

## Canciones
| Edición estándar |                                          |          |  |
| N.º              | Título                                   | Duración |  |
| 1.               | «Fuego En Animaná»                       | 2:35     |  |
| 2.               | «María Va»                               | 3:25     |  |
| 3.               | «La Colina De La Vida»                   | 4:35     |  |
| 4.               | «Carnavalito Del Duende»                 | 3:13     |  |
| 5.               | «Adíos Amada»                            | 3:30     |  |
| 6.               | «La López Pereyra»                       | 3:18     |  |
| 7.               | «La Compañera» (Invitado Luis Salinas)   | 4:53     |  |
| 8.               | «El Arriero»                             | 3:35     |  |
| 9.               | «Alfonsina Y El Mar»                     | 4:25     |  |
| 10.              | «Merceditas» (Invitado "Chango" Spaziuk) | 2:55     |  |
| 34:24            |                                          |          |  |

## Posicionamiento en las listas
| País      | Lista                 | Posición máxima alcanzada | Fecha              | Fuente |
| --------- | --------------------- | ------------------------- | ------------------ | ------ |
| Argentina | CAPIF ranking mensual | 3                         | septiembre de 2012 | [ 1 ]  |